# Sermon joyeux
Le sermon joyeux est une forme théâtrale comique du Moyen Âge apparue au XVe siècle. Il parodie le sermon de la messe chrétienne. Il est joué par un acteur, appelé le prédicateur. Le sermon joyeux emprunte sa forme au sermon sérieux et cite des passages de la Bible. En revanche, il détourne de façon grivoise, triviale ou grossière les sujets traités (le couple, le mariage, l'alimentation, la vie des saints) pour faire rire le public.

## Origines
Le sermon est à l'origine un discours religieux qui se veut à portée morale. Il est prononcé pendant la messe (Sermonem ad clericos) mais au Moyen Âge il sort de son contexte pour être prononcé lors des baptêmes, mariages, fêtes de famille, banquets... et même dans certaines situations publiques (Sermonem ad populum).
Déjà dans le sermon sérieux, les prédicateurs introduisaient des facéties dans leurs discours.
Pendant la fête des fous (ancien carnaval), il y avait des dérives au sein même des églises où l'on parodiait la messe et en particulier le sermon. L'inversion carnavalesque, la joie parodique propre aux fêtes populaires a donné naissance à des formes théâtrales épousant cette tendance.
On peut aussi faire un rapprochement avec les Goliards qui, au XIe et XIIe siècles étaient des membres du clergé s'opposant aux rigueurs de l'Église par le biais de poèmes, chansons ou œuvres théâtrales.

## Forme et structure
Le sermon joyeux médiéval est un texte en latin et en vieux français, rédigé en octosyllabes à rimes plates, d'environ 250 vers en moyenne. On y trouve de nombreux calembours et jeux de mots.
Les structures sont diverses selon l'occasion et si le sermon est hagiographique ou pas.
On retrouve dans le sermon joyeux des éléments de la rhétorique sacrée comme (dans l'ordre) :
1. le Thema → présente le sujet par une citation biblique. Le prédicateur invoque parfois une autorité réelle ou imaginaire.
2. le Pro-themata → demande de silence, parfois seconde citation biblique, demande à boire où allusion à un toast : l'acteur avale quelques rasades de vin.
3. la divisio →  annonce du plan
4. la partium declaratio → Présentation des parties du sermon
5. la probatio → la preuve avancée pour les significations données aux parties du thema
6. la similitudo → la comparaison par une parabole comme on en trouve dans la Bible
7. l'exemplum → un exemple (rôle illustratif ou plus dominant)
8. la conclusion qui résume la fausse morale du sermon
9. l'exhortation (à boire par exemple)
10. Le monitio → recommandation, prière, demande de quête pour payer l'acteur, ou demande de « pardon » fantaisiste s'adressant à une fausse institution.

Le sermon est en grande partie un monologue, mais comprend toutefois des altercationes : parties qui interpellent le spectateur directement. Exemple : «Escoutez, m'amye! » (dans le sermon de Saint Velu)

## Types de sermons
Le sermon joyeux traite toujours de sujets triviaux, grossiers, ou scatologiques. Le but est de retourner en facétie le sermon sérieux et d'inverser toutes les valeurs de la religion chrétienne. Il parodie la vie religieuse et la vie quotidienne.
Il existe plusieurs types de sermons :
- Dans les sermons pseudo-hagiographies (Saint Hareng), le prédicateur débite la vita, le martyrium et la translatio d'un saint, suivi de ses miracles (saint Hareng est martyrisé sur le gril comme saint Laurent...). Ils peuvent être aussi à thème gastronomique : dans le Sermon de saint Jambon et sainte Andouille (également connu sous le nom de Sermon de l'Andouille), le prédicateur explique comment l'accommoder.
- Le Sermonem ad status s'adresse à un groupe précis de la société, par exemple une corporation.
- Le Sermonem ad conjugatos est un sermon nuptial qui s'adresse aux jeunes mariés (ex : sermon d'un Fiancé) Il agrémente les repas de noces. Il comprend des instructions sur le mariage, des mises en garde, et des allusions sexuelles.
- Les sermons universitaires enseignent la théologie aux étudiants.
- Les sermons d'instruction sexuelle dans lesquels le prédicateur se donne comme "un gardien des règles consacrées par la tradition folklorique" :

« Le cul en hault, le chief en bas,
Honnestement, sans faictz infames,
Les hommes au-dessus des fames »
C'est une invitation à l'acte sexuel de façon métaphorique, allégorique ou directe.
- Les sermons à sujets politiques ou satiriques étaient assez rares (voir : interactions avec la société du Moyen Âge)

## La représentation
Il y a très peu d'informations à ce sujet. Toutefois l'on peut dire que :
- Le sermon joyeux s'inscrit toujours dans un contexte festif ou traditionnel.
- Le public était composé de toutes les classes sociales, tout comme à la messe sérieuse.
- Le public est, selon le contexte, plus ou moins impliqué dans la situation de jeu. Il est sans cesse interpellé par le prédicateur pour garantir son attention.
- Il y a une vraie cohérence au niveau de l'action dramatique : la parole constitue l'essentiel de la représentation : elle implique une action. Il n'y a a priori pas d'autre jeu scénique que celui qu'impose le texte. Au début, le prédicateur esquisse un signe de croix.
- Lorsque le prédicateur doit être une femme pour les besoins du sermon (ex : Le sermon joyeux des Femmes) c'est un homme déguisé en femme qui monte en chaire : il n'y a pas de femme acteur dans cette forme théâtrale.
- L'acteur est parfois amené à jouer deux rôles, ce qui transforme le monologue en dialogue (Exemple : Sermon de la Chopinerie). Il se donne donc lui-même la réplique dans ses différents rôles.
- Sans doute, l'acteur était lui-même un clerc, puisqu'il fallait connaître les principes de la prédication sérieuse pour ensuite les parodier.

## La langue
Le sermon sérieux médiéval, comme toute la messe, était en latin. Le sermon joyeux, quant à lui, empruntait des sonorités latines pour donner à son texte, en majorité en vieux français, plus d'intelligibilité pour le public populaire. En résultait un latin très approximatif.
« Deus in genitorions
Introivit, et cetera. »
au lieu de : « Deus in adjutorium... »
Il convenait de satisfaire toutes les classes de la société. Les plus lettrés se délectaient de ces jeux de mots tandis que le peuple se contentait de la reconnaissance des sonorités latines.

## Interactions avec la société du Moyen Âge
Les pièces ne se cachaient pas d'être parodiques. En effet, cela permettait d'éviter une éventuelle censure de l'Église.
« J'ay s'il vous plaist intencion
De faire une collation
Icy non pas pour vous apprendre
Mais pour delectation prendre »
(Nemo, no 20 vv9-14)
Les parodies du Sacré ont poussé les représentants de la religion à interdire les fêtes et peu les représentations théâtrales qui les accompagnent (Fête des fous, de l'Âne, des Innocents).
Certains textes ont une portée politique : par exemple le Sermon de Saint Belin a un caractère contestataire par rapport à la grâce accordée à François Villon en 1463.
Le sermon joyeux ne cherche pas à être pour autant satirique : son but premier est bien de divertir le public, et de proposer une opposition comique (et non pas politique) au discours de l'Église. Pour cette raison, il avait beaucoup de succès auprès de toutes les couches de la société.

## Héritages
- Rabelais, au XVIe siècle, serait un des héritiers du sermon joyeux : il reprend les sujets et la verve propre à ce genre.
- Aux XVIIe et XVIIIe siècles apparaissent des pièces joyeuses en prose destinées à la lecture. Les textes sont plus longs, mais exploitent les mêmes thèmes. Par exemple, le Sermon de Saint Pou a été adapté pour être lu et non plus joué.
- Sermons joyeux de Jean-Pierre Siméon, publié aux Solitaires Intempestifs en 2004, reprend la forme monologuée mais pas les sujets d'origine.